# Crash d'un DC-8 d'Air New Zealand
Le 4 juillet 1966, un Douglas DC-8 d'Air New Zealand s'est écrasé lors du décollage à l'aéroport d'Auckland, en Nouvelle-Zélande, lors d'un vol d'entraînement, tuant deux des cinq membres d'équipage présents à bord. Il s'agit du premier accident aérien de l'histoire d'Air New Zealand et reste, à ce jour, le seul accident mortel impliquant un avion de ligne commercial en Nouvelle-Zélande.
L'enquête a conclu que, lors de la tentative du commandant de bord de simuler une panne moteur au décollage, il a accidentellement déployé l'inverseur de poussée du moteur n°4 du Douglas DC-8. La vitesse de l'avion est alors tombée en dessous de la vitesse minimale de contrôle en vol, ce qui a rapidement rendu l'appareil incontrôlable et a entraîné son crash.

## Avion
L'aéronef impliqué dans l'accident est un Douglas DC-8-52 âgé d'un an et immatriculé ZK-NZB (numéro de série 45751/231). Il était équipé de quatre turboréacteurs Pratt & Whitney JT3D-3B et totalisait 2 275 heures de vol, la dernière visite de maintenance ayant eu lieu le 1er juillet 1966.

## Équipage
L'équipage est composé de cinq personnes. Le commandant de bord est Donal McLachlan (46 ans), qui totalise 17 966 heures de vol, dont 497 heures sur DC-8. Il est alors l'instructeur de Brian Ruffell, copilote en formation âgé de 29 ans, qui compte 4 200 heures de vol, dont seulement 21 heures sur DC-8. L'ingénieur de bord est Gordon Tonkin (33 ans), qui cumule 4 250 heures de vol. 
Les deux autres membres d'équipage sont le commandant de bord Bernard Wyatt et le copilote Kenneth Sawyer, qui n'exerçait aucune fonction officielle liée au pilotage lors de ce vol. Le copilote Ruffel était assis en place gauche dans le cockpit, tandis que le commandant McLachlan était assis en place droite.

## Contexte
Le commandant McLachlan devait former le copilote Ruffell aux atterrissages posés-décollés et aux pannes moteur simulées après la vitesse V1, qui correspond à la vitesse maximale à laquelle un équipage peut effectuer un décollage interrompu en toute sécurité. Lors de ce vol, peu après avoir atteint la vitesse V1, le commandant réduit la puissance sur la manette des gaz d'un des moteurs, et le copilote doit identifier le moteur en panne, utiliser la gouverne de direction pour maintenir l'avion en vol stabilisé et à une vitesse constante.
Le commandant McLachlan avait déjà été impliqué dans un incident lors d'un entraînement au pilotage, impliquant le même avion accidenté et survenue le 2 avril 1966. Lors de ce vol, il formait également un élève copilote sur les pannes moteur lors des posés-décollés. Lorsque le commandant de bord tenta de tirer la manette des gaz du moteur n°4, au lieu d'utiliser sa main, il utilisa uniquement son pouce et son index pour déplacer la manette. Il tira alors la manette des gaz avec une telle rapidité que l'inertie fit passer l'inverseur de poussée du moteur en mode inversion. Le DC-8 bascula brusquement vers la droite, et le copilote, qui était alors le pilote en fonction (PF), fut incapable de maintenir le contrôle directionnel même en actionnant à fond le palonnier à gauche. Le commandant McLachlan réussit à rentrer l'inverseur et à effectuer une montée avec trois moteurs. 
L'enquête a estimé que cela avait modifié la méthode de McLachlan pour simuler une panne moteur sur le moteur n°4. Au lieu d'utiliser la technique susmentionnée pour réduire la puissance du moteur, il a utilisé l'extension de désarmement des spoilers, une tige fixée à la manette des gaz de ce même moteur. Elle est destinée à rétracter les spoilers lorsque les manettes des gaz sont poussées à pleine puissance. Elle n'est pas destinée à servir de poignée.

## Accident
L'équipage a démarré les moteurs de l'avion à 15 h 50, heure locale, et quatre minutes plus tard, le contrôle aérien a autorisé l'avion à se mettre en position d'attente au seuil de la piste 23. À 15 h 59, l'équipage a été autorisé à décoller de cette même piste. Quatorze secondes après le début de la course au décollage, l'appareil a atteint la vitesse V1. À ce moment, le commandant McLachlan a utilisé l'extension de désarmement des spoilers pour réduire la puissance du moteur n°4. Cependant, cette action a provoqué l'activation de l'inverseur de poussée du moteur. Le copilote Ruffell a d'abord pu corriger le lacet dû à la poussée asymétrique produite par le moteur. 
Trois secondes plus tard, le DC-8 a atteint la vitesse VR, soit la vitesse à laquelle, dans des conditions normales, il peut commencer sa rotation en toute sécurité. Le copilote a alors tiré sur le manche, mais l'avion s'est cabrer beaucoup plus fortement que d'habitude et l'équipage a ressenti une traînée importante sur le côté droit de l'avion. le copilote a tenté de contrer cela en actionnant la gouverne de direction à gauche, mais cela n'a pas suffi à arrêter le mouvement de lacet à droite.
La vitesse a atteint un pic de 124 nœuds (230 km/h) environ 20 secondes après le début de la course au décollage. Le DC-8 a commencé à basculer vers la droite alors qu'il se trouvait à seulement 98 pieds (30 m) du sol. Trois secondes et demie plus tard, l'extrémité de l'aile droite a percuté le sol près du bord de la piste 23, tandis que l'avion était incliné de près de 50° vers la droite. Le reste du DC-8 a rapidement percuté le sol, provoquant l'arrachement des moteurs n°1, n°3 et n°4. Le nez de l'avion s'est alors séparé du reste du fuselage et s'est retourné sur la gauche. 
De multiples fuites au niveau des réservoirs de carburant ont mis le feu à la majeure partie de l'appareil. Dans le cockpit, tous les membres d'équipage ont survécu à l'impact, mais ont été grièvement blessés. Lorsque les secours sont arrivés, le commandant McLachlan et l'ingénieur de vol Tonkin étaient déjà décédés. Le copilote Ruffell, le commandant Wyatt et le copilote Sawyer ont tous été transportés à l'hôpital, avec de très graves blessures.
De nombreuses personnes présentes dans le terminal de l'aéroport ont été témoins du crash, ignorant qu'il s'agissait d'un vol d'entraînement. La confusion a régné, car un autre DC-8 d'Air New Zealand avait décollé pour un vol régulier à destination de Brisbane dix minutes avant l'accident. Les proches des passagers pensaient que c'était cet avion qui s'était écrasé après son retour à Auckland. Les pompiers de l'aéroport ont également cru qu'il s'agissait d'un vol de passager qui s'était écrasé, jusqu'à ce qu'ils ne trouvent aucun passagers dans la cabine.

## Enquête
Le DC-8 accidenté était uniquement équipé d'un enregistreur de paramètres (FDR) et ne disposait pas d'enregistreur phonique (CVR). Le FDR n'enregistrait que quatre paramètres : le cap, la vitesse, l'altitude et l'accélération verticale. Il était donc impossible de vérifier si l'inverseur de poussée était déployé. L'examen du moteur n°4 a révélé que l'inverseur était rentré au moment de l'impact. Afin de déterminer s'il était effectivement déployé en vol, les enquêteurs a mené plusieurs tests.

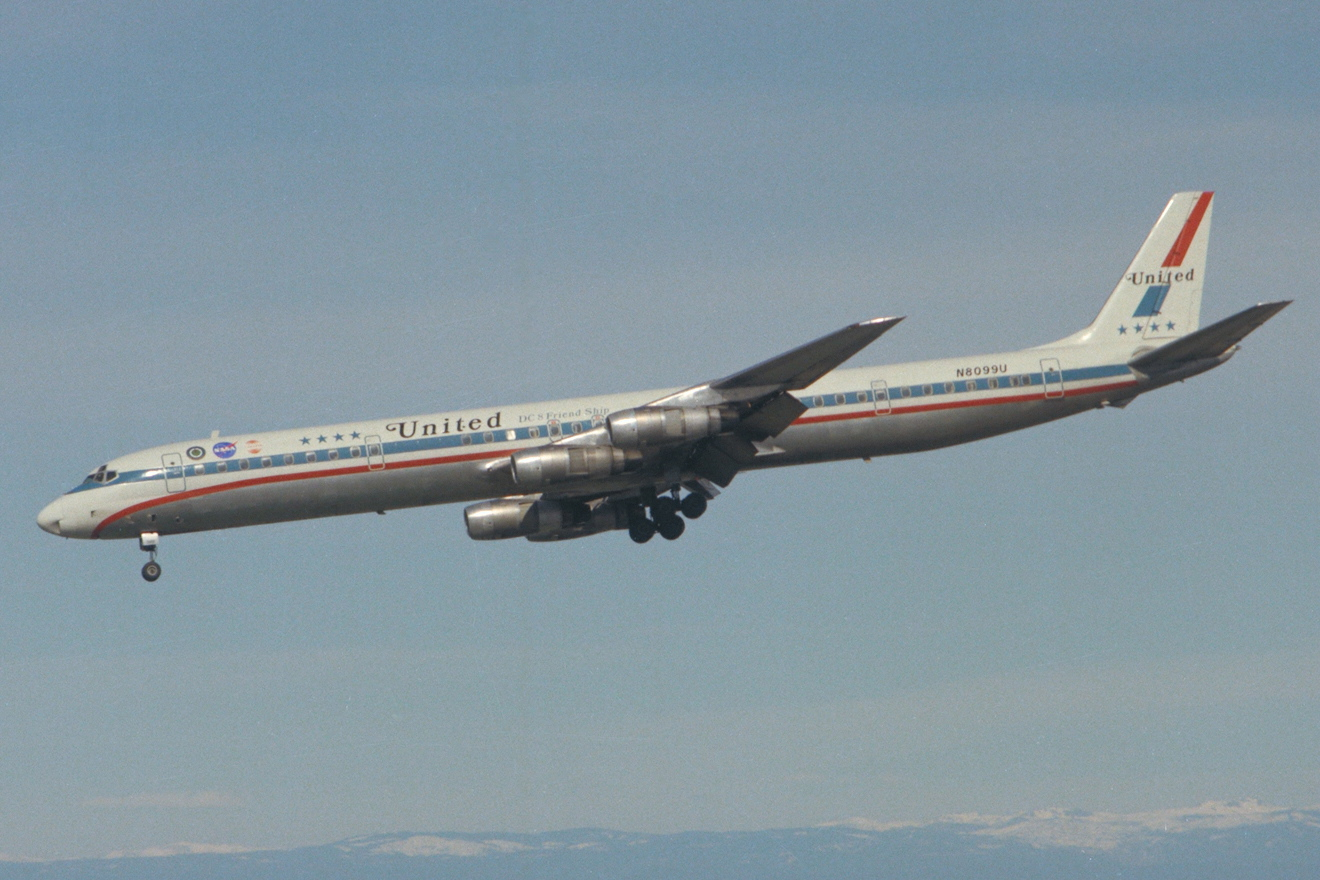
Un Douglas DC-8 de United Airlines, avec les portes de l'inverseur de poussée du moteur n°2 (intérieur gauche) ouvertes.

Le premier test consistait à déterminer si les témoins au sol avaient réellement pu voir les portes de l'inverseur en position ouverte. Pour ce faire, les enquêteurs a utilisé un autre DC-8 d'Air New Zealand pour reproduire la trajectoire du vol, et ont activé l'inversion de poussée au moment et à l'endroit indiqués par les différents témoins. Cela a prouvé que les portes de l'inverseur étaient facilement visibles depuis le sol.
Un deuxième essai a été réalisé pour déterminer si la technique décrite par le commandant Wyatt lors de ce vol, à savoir l'utilisation par le commandant McLachlan de l'extension de désarmement des spoilers pour réduire la puissance du moteur n°4, aurait pu provoquer le déploiement de l'inverseur de poussée. À l'aide d'un DC-8 stationné sur le tarmac, les enquêteurs ont reproduit la technique du commandant de bord et ont constaté qu'à des vitesses suffisantes, la force d'inertie créée par le mouvement pouvait faire passer l'extension d'actionnement de l'inverseur en mode inversion. 
Les voyants de l'inverseur de poussée du moteur n°4 se sont allumés, et une inspection physique a confirmé le déploiement de l'inverseur. La même séquence d'événements, lors de l'utilisation de la technique du commandant de bord, que celle utilisée lors du vol du 2 avril a alors été observée. Sur la base de ces preuves, les enquêteurs ont déterminé que le commandant de bord a activé par inadvertance l'inversion de poussée du moteur n°4, a remarqué le problème, mais l'a corriger trop tardivement pour pouvoir récupérer l'avion.
L'enquête devait également déterminer pourquoi l'avion était devenu incontrôlable après le déploiement de l'inverseur de poussée. Sur tout les avions, la V MCA (Minimum Control Air) est la vitesse minimale à laquelle l'appareil reste contrôlable avec un moteur en panne. Elle n'est jamais conçue pour être supérieure à la V R (vitesse de rotation). Lors de l'accident, la V mca était de 113 nœuds (209 km/h) et la V R était de 118 nœuds (219 km/h). Cependant, avec un inverseur de poussée activé sur le moteur n°4, la V MCA était de 141 nœuds (261 km/h).

### Rapport final
Dans son rapport final, la Direction des enquêtes sur les accidents de Nouvelle-Zélande (AIB) ont déterminés que la cause principale de l'accident était :

« La cause principale de cet accident a été l'activation d'un inverseur de poussée lors d'une panne simulée sur le moteur n°4 au décollage. Cette situation est survenue lorsqu'un déplacement très rapide de la manette des gaz vers l'arrière a généré une force d'inertie qui a provoqué l'extension d'actionnement de l'inverseur en mode inversion. Après le décollage, la vitesse de contrôle minimale nécessaire pour surmonter le déséquilibre de poussée n'a jamais été atteinte et un roulis incontrôlable, accompagné d'un mouvement de lacet dans la même direction, s'est ensuivi. Lorsque l'inversion de poussée a été identifiée et corrigée, le temps et l'altitude disponibles étaient insuffisants pour permettre à l'avion de se rétablir de cette situation précaire avant qu'il ne percute le sol. »

Dans les commentaires de l'enquête, il a été déterminé que le commandant McLachlan avait probablement pris l'habitude de réduire rapidement la puissance du moteur, car l'avion accélérait de V1 à VR en l'espace de quelques secondes, et il se sentait alors obligé de simuler les pannes moteur dans ce court laps de temps.

## Conséquences
Dans les heures suivant la découverte du fait qu'un passage rapide de la manette des gaz sur ralenti pouvait provoquer le déploiement de l'inverseur de poussée, l'AIB a informé Douglas Aircraft Company de ce défaut, qui a ensuite adressé des avis à tous les exploitants et pilotes de DC-8 concernant ce risque. 
Dans son rapport final, l'AIB a également demandé une intervention mécanique pour stopper le déploiement de l'inversion de poussée dans les circonstances ayant conduit à l'accident, sans toutefois préciser si cette intervention a été suivie d'effet.